# Trzebinia
Trzebinia, dříve nazývaná také Trzebinia-Siersza, je město v jižním Polsku v západní části Malopolského vojvodství v okrese Chrzanów, sídlo městsko-vesnické gminy Trzebinia. V roce 2024 zde žilo 18 502 obyvatel.

## Geografie
Město se nachází na vysočině Wyżyna Olkuska patřící do vysočiny Wyżyna Krakowsko-Częstochowska (Krakovsko-čenstochovská jura) a na geologickém příkopu Rów Krzeszowicki. Historicky se nachází v oblasti Krakovsko (Ziemia krakowska)-Malopolsko (Małopolska).

## Těžba uhlí
V minulosti se v Trzebini těžilo černé uhlí. Město je zčásti poddolované a po ukončení těžby v dole Siersza zde dochází k opakovaným propadům.

## Galerie

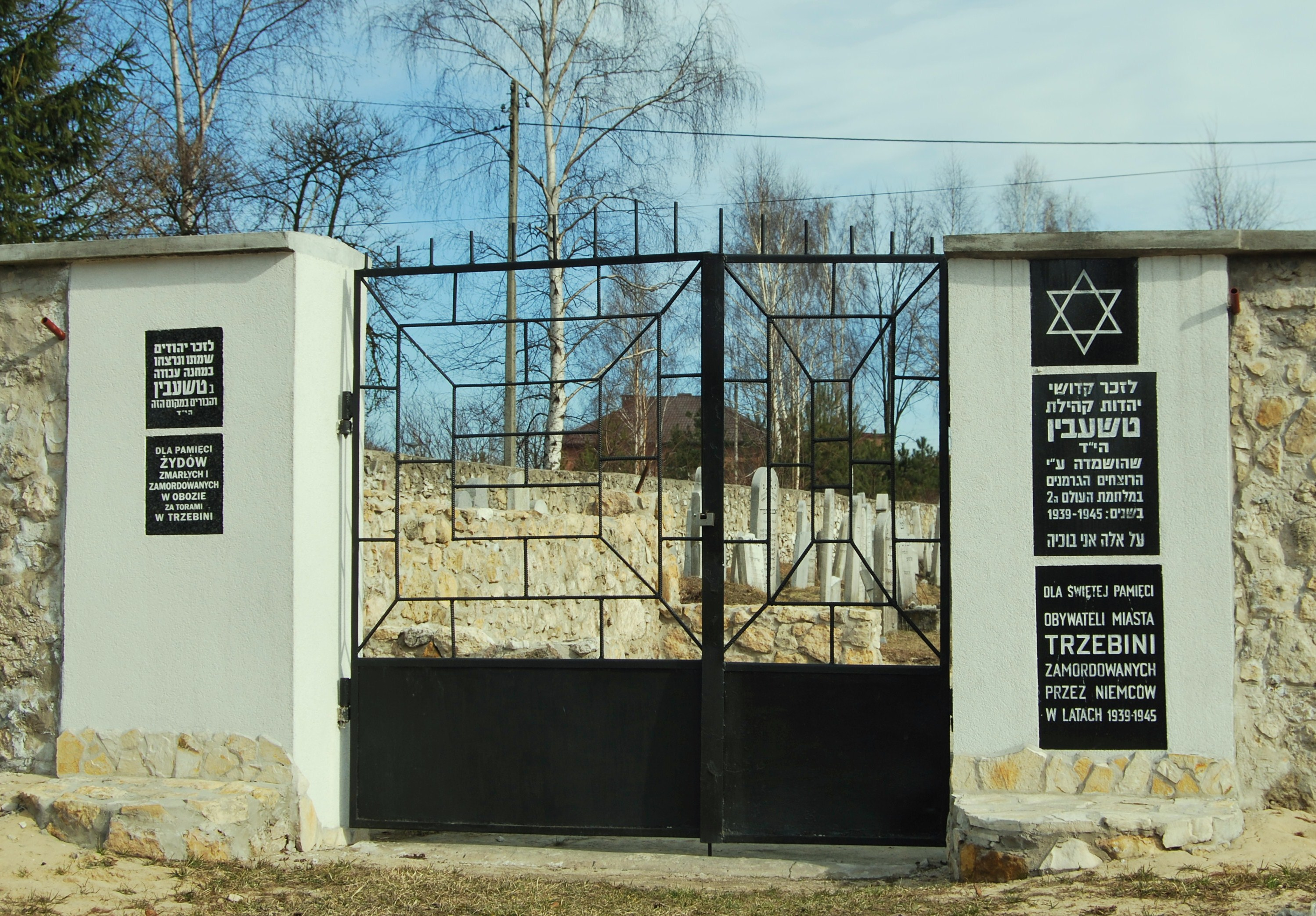
Místní hřbitov
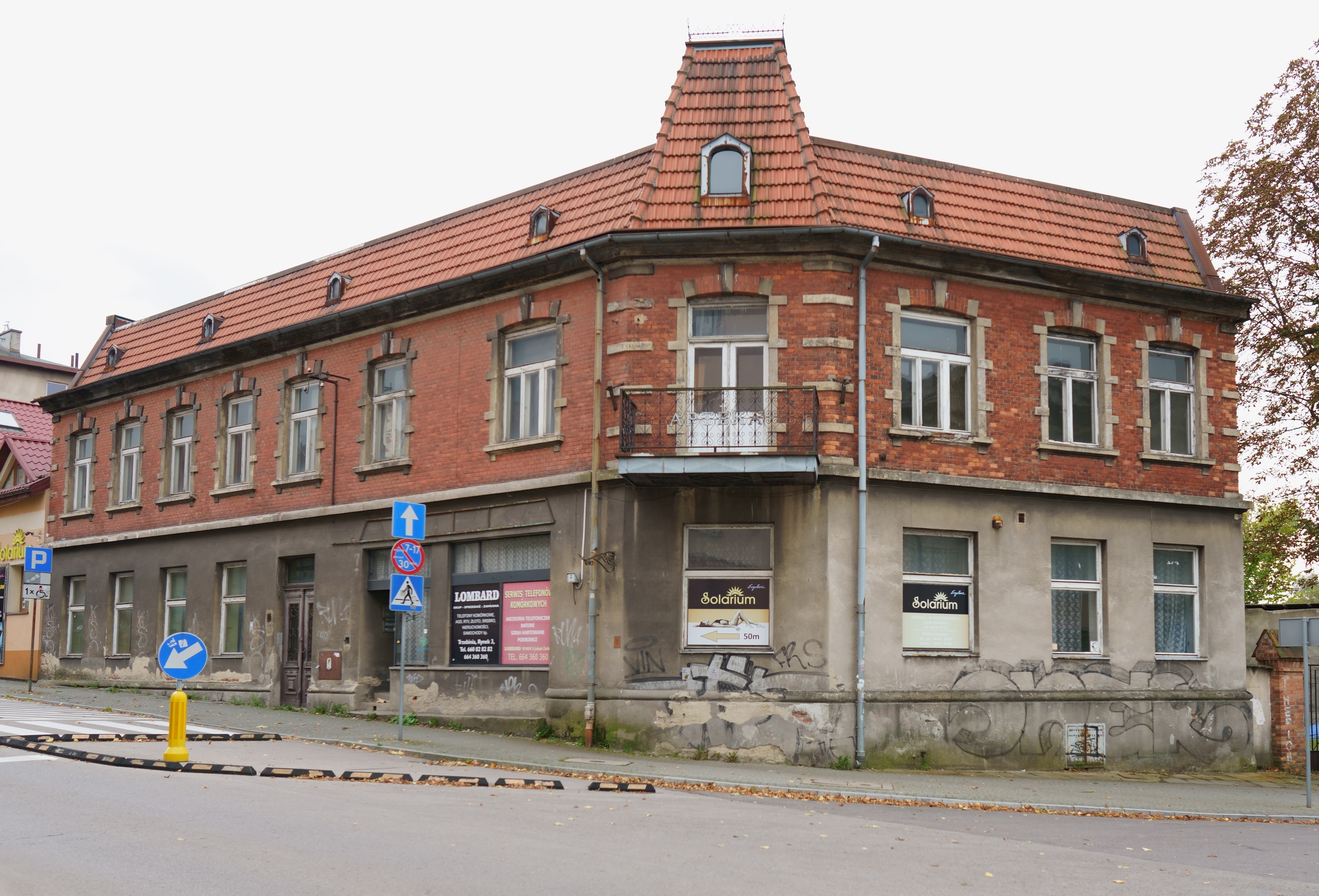
Dům v ulici Narutowisza
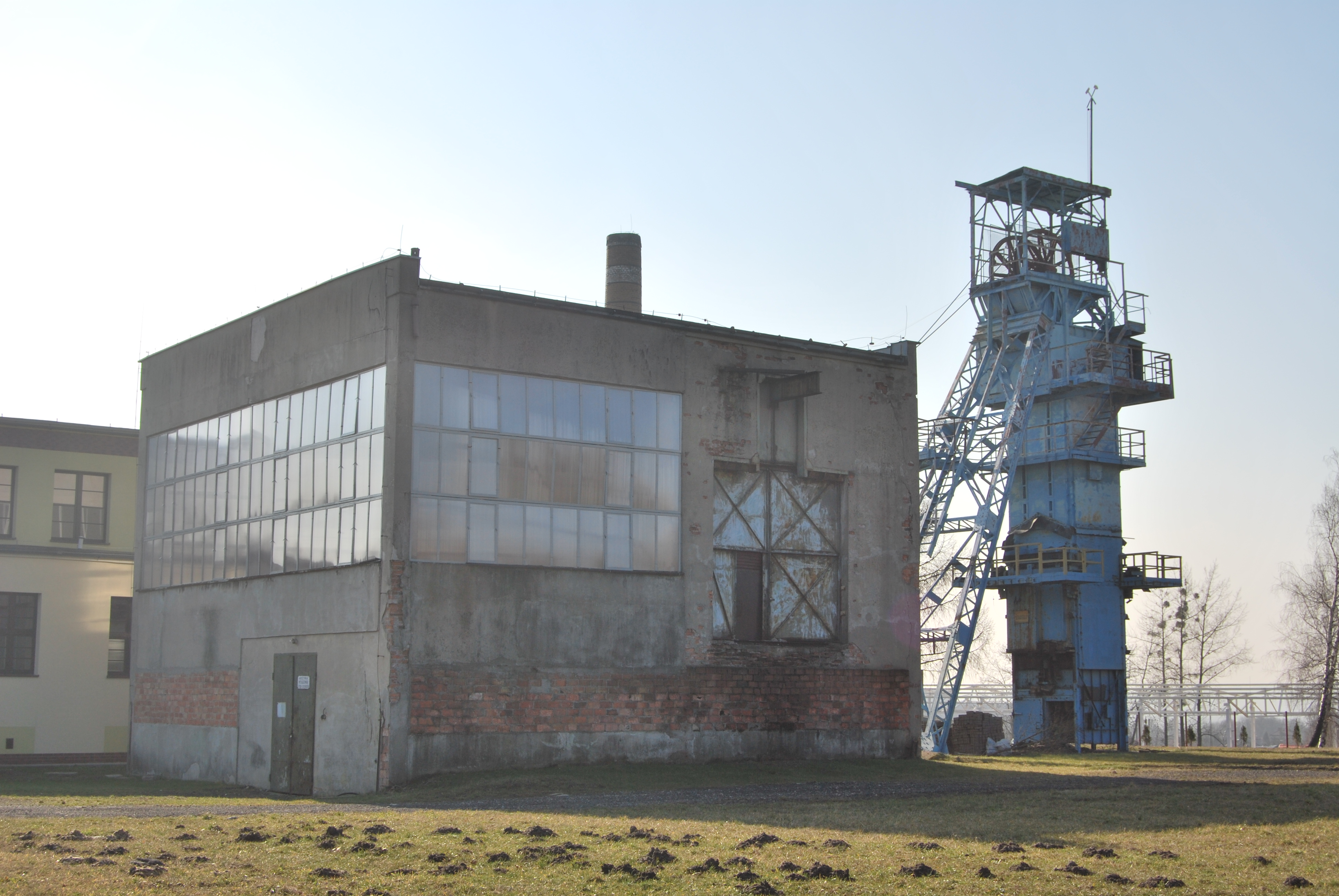
Bývalý důl Trzebinia Zbyszek
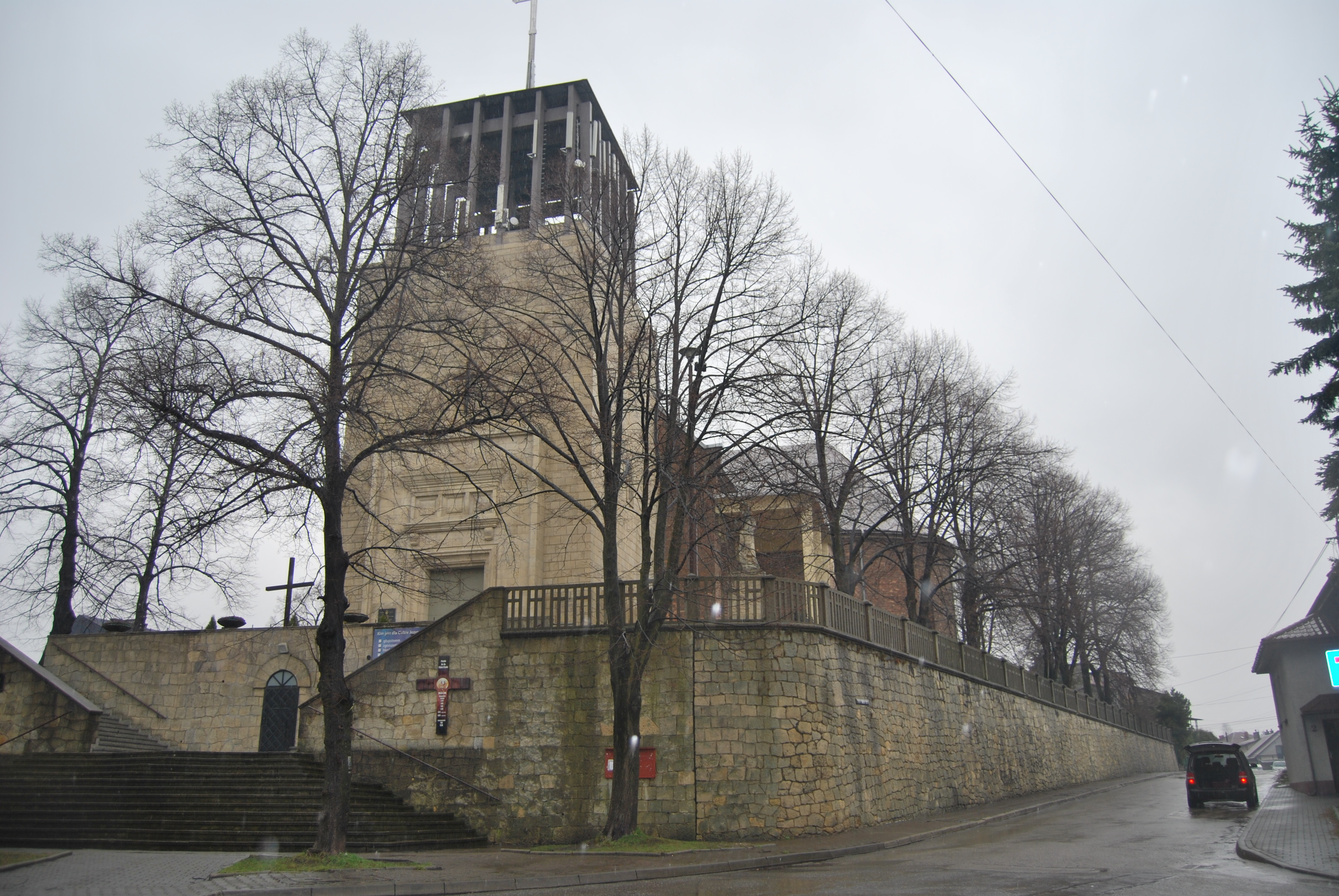
Kostel sv. Petra a Pavla
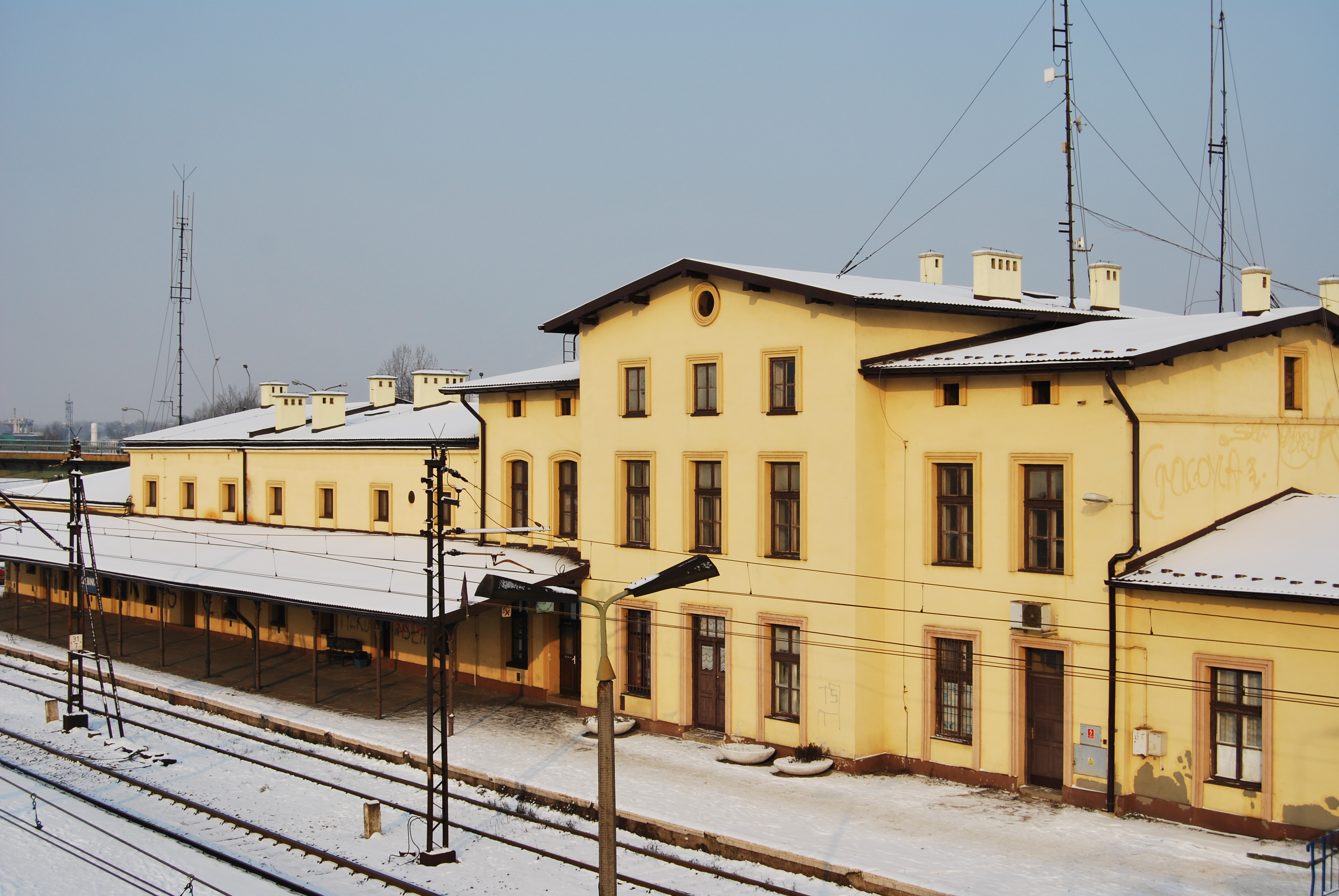
Železniční stanice Trzebinia
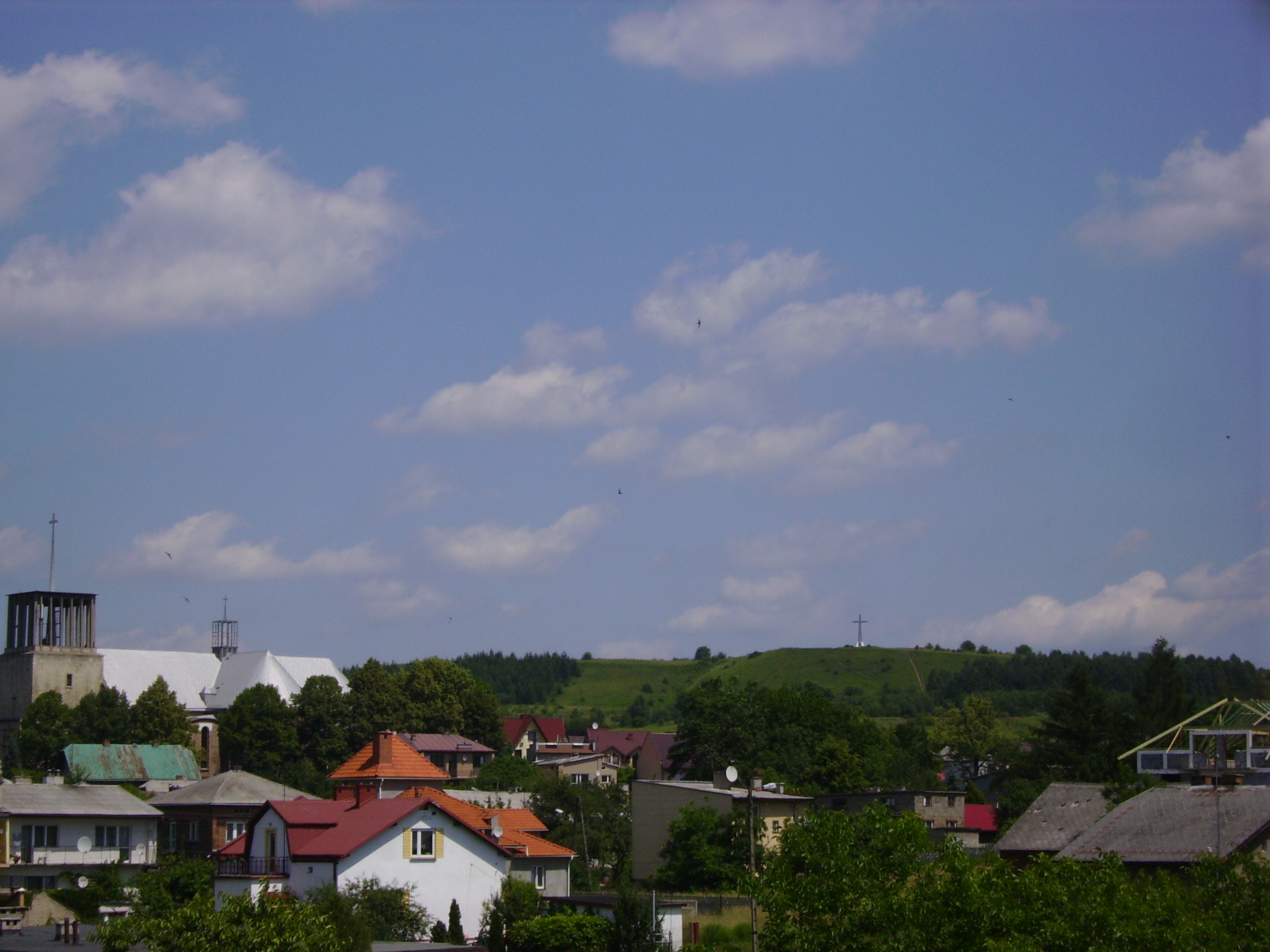
Návrši Góra Bożniowa